# Don't Feed the Gondolas
Don't Feed The Gondolas (sv: Mata inte gondolerna) var ett irländskt TV-program på RTÉ, med ett format som liknade BBC:s Have I Got News For You och Never Mind the Buzzcocks. Programmet visades mellan 1998 och 2000. Programledaren var Seán Moncrieff och de två lagkaptenerna var Brendan O'Connor och Dara Ó Briain.
Programmets titel kommer ifrån en vandringssägen som beskriver hur man vid ett möte föreslår att förfina en lokal sjö genom att köpa in några gondoler. En person ska då ha sagt "Who'll feed the gondolas?" (Vem ska mata gondolerna?).